# Adnotacja wyjaśniająca

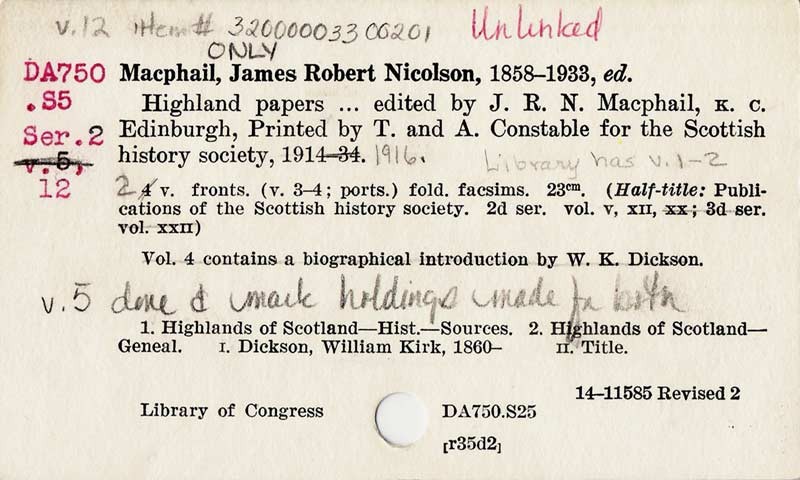
Biblioteczna karta katalogowa z adnotacjami

Adnotacja wyjaśniająca – adnotacja będąca uzupełnieniem informacji zawartych w tytule dokumentu lub zawierająca ich dokładniejsze sprecyzowanie. Stosowana jest w przypadku, gdy tytuł dokumentu wraz z dodatkami do tytułu niedostatecznie lub niejednoznacznie określają treść i charakter dokumentu.